# Gonzalve Petitpierre
Gonzalve A. H. Petitpierre (Saint-Aubin-Sauges, 17 april 1805 - Bern, 2 februari 1870) was een Zwitsers journalist en politicus voor de linkse radicalen uit het kanton Neuchâtel. Hij zetelde van 1848 tot 1853 in de Kantonsraad.

## Biografie

### Journalist
In de periode 1824-1825 was Gonzalve Petitpierre de Neuchâtelese correspondent voor de krant Nouvelliste vaudois. In 1831 richtte hij zijn eigen krant op, het Journal de Neuchâtel. Petitpierre, die een republikein was, werd meermaals veroordeeld voor het schrijven van kritische artikelen over de koning van Pruisen, die tevens vorst was van het Vorstendom Neuchâtel. Hierdoor zag hij zich in 1832 genoodzaakt te vluchten naar Bern, waar hij zijn journalistieke werkzaamheden verderzette. Petitpierre was immers ook correspondent voor verschillende buitenlandse kranten.
In 1839 werd hij secretaris van Lodewijk Napoleon Bonaparte, de latere Franse keizer Napoleon III.

### Politicus
In het revolutiejaar 1848 steunde hij de republikeinse revolutie in Neuchâtel, dat in dat jaar een republiek werd. Vervolgens werd hij volksvertegenwoordiger in de Constituante en was hij even lid van de Tagsatzung. Van 1852 tot 1856 was hij lid van de Grote Raad van Neuchâtel.
Van 6 november 1848 tot 1 juli 1853 was hij, samen met Charles Louis Jeanrenaud een van de twee eerste vertegenwoordigers van het kanton Neuchâtel in de Kantonsraad, de bij de Zwitserse Grondwet van 1848 opgerichte eerste kamer van de Bondsvergadering, het federaal parlement van Zwitserland. Hij behoorde tot de linkse radicalen. In 1853 kwam er een einde aan zijn federale politieke loopbaan, meer dan waarschijnlijk ingegeven vanuit zijn banden met Napoleon III, die ondertussen na een staatsgreep in december 1851 keizer van Frankrijk was geworden.